# Anoiapithecus brevirostris
Genre
Espèce
Anoiapithecus brevirostris est une espèce éteinte de singes appartenant à la famille des hominidés. Elle est connue par un spécimen fossile surnommé Lluc, daté de la fin du Miocène moyen, il y a environ 12 millions d'années.

## Étymologie
Son nom scientifique signifie « le singe d'Anoia au rostre court ». En effet, Anoiapithecus brevirostris, trouvé près de la rivière Anoia, a la face moins prognathe que ce que l'on voit habituellement chez les hominidés.

## Historique
Ce fossile a été découvert en 2004 sur le site d'Abocador de Can Mata, situé sur la commune d'Els Hostalets de Pierola, en Catalogne, Espagne,.

## Analyse
Selon le paléoprimatologue canadien David Begun, Anoiapithecus descend peut-être des premiers hominidés apparus en Europe vers 16 millions d'années, à la faveur de l'optimum climatique du Miocène, qui voit l'extension des forêts tropicales sur la partie méridionale de l'Eurasie. Au cours du Miocène supérieur, le lent refroidissement climatique entraine la disparition progressive des homininés d'Europe.

## Publication originale
- (en) Salvador Moyà-Solà, David M. Alba, Sergio Almécija, Isaac Casanovas-Vilar, Meike Köhler, Soledad De Esteban-Trivigno, Josep M. Robles, Jordi Galindo et Josep Fortuny, « A unique Middle Miocene European hominoid and the origins of the great ape and human clade », Proceedings of the National Academy of Sciences, Washington et États-Unis, NAS, vol. 106, no 24,‎ 16 juin 2009, p. 9601-6 (ISSN 0027-8424 et 1091-6490, OCLC 43473694 et 1607201, PMID 19487676, PMCID 2701031, DOI 10.1073/PNAS.0811730106, lire en ligne).